# New Haven Union Station
New Haven – stacja kolejowa w New Haven, w stanie Connecticut. W 2006 obsłużyła 631 596 pasażerów.